# Grubyella
Grubyella är ett släkte av svampar. Grubyella ingår i familjen Arthrodermataceae, ordningen Onygenales, klassen Eurotiomycetes, divisionen sporsäcksvampar och riket svampar.
|           | Arthroderma                       |
|           |                                   |
|           | Nannizzia                         |
|           |                                   |
|           | Microsporum                       |
|           |                                   |
| Grubyella | \| \| Grubyella aurea \| \| \| \| |
|           | \| \| Grubyella aurea \| \| \| \| |
|           | Ctenomyces                        |
|           |                                   |
|           | Trichophyton                      |
|           |                                   |
|           | Epidermophyton                    |
|           |                                   |
|           | Thallomicrosporon                 |
|           |                                   |
|           | Keratinomyces                     |
|           |                                   |
|           | Grubyella aurea                   |
|           |                                   |

|  | Grubyella aurea |
|  |                 |